# فايرد أب
فايرد أب! (بالإنجليزية: Fired Up!) وهو فيلم أمريكي كوميدي من إخراج وإنتاج وكتابة ويل غلوك. الشخصيتان الرئيسيتان فيه هما طالبا المدرسة الثانوية نيك وشون الذين يلتحقان في العطلة الصيفية بمعسكر تشجيع الفتيات ليكونوا بالقرب منهن.

## القصة
يحكي الفيلم عن قصة الصديقين نيك برادي وشون كولفاكس وهما لاعبي كرة قدم في مدرسة جيرالد آر فورد الثانوية الذين يحتالان على مدرب فريقهما ليذهبا إلى معسكر تشجيع الطالبات بدلاً من معسكر فريقهم. ويجدون طريقةً للانضمام إلى فريق التشجيع والذهاب معهم ليجدوا حولهم 300 فتاة يافعة في هذا المعسكر مما يسعدهم هذا الشيء.
وبينما هما في المعسكر يتوددان لأكثر من فتاة ويحصلان على ما يرغبان. ويقع شون في حب مدربة فريقه كارلي ديفيدسون. أما نيك يقع في حب ديورا زوجة مدرب المعسكر. ثم يكتشفان انهما بالفعل يحبان التشيع وبدأوا بالاهتمام بهذا الأمر.
بالطبع فإن كارلي وبقية عضوات فريقها يعلمن الهدف الحقيقي وراء مجيء الشابين إلى المعسكر. إلا أن خطيب كارلي يكتشف بأن نيك وشون كانا يقرران مغادرة المعسكر فبل منافسة التشجيع مما يُغضب كارلي وتطردهم من المعسكر، فيذهب الصديقان لقضاء بقية الصيف في منزل أصدقائهما، إلا أنهما يكتشفان انهما يعشقان التشجيع فيعودون أدراجهما إلى المعسكر ويدخلان الفريق مجدداً.
وفي أثناء المنافسة تكتشف كارلي بأن خطيبها يخونها أثناء تأديتهم لحركة «ينبوع طروادة» الذي يحرمها مدرب المخيم على أي فريق تأديتها. وعند انتهاء التشجيع يقع شون في الماء مما يُنقص من درجة الفريق. وعلى الرغم من أن الفريق لم يَفز بالمسابقة إلا أنه تقدم 10 مراتب لأعلى وهي المرة الأولى في تاريخه. وفي النهاية ينتهي الفيلم بتبادل القبل بين كارلي وشون وحزن خطيبها بسبب تركها له.

## قائمة الممثلين
- إيريك أولسن بدور نيك برادي.
- نيكولاس دي أجوستو بدور شون كولفاس.
- سارة رومير بدور كارلي ديفيدسون.
- كولينس بيني بدور آدم.
- ديفيد والتن بدور الدكتور ريك.
- دانييل هاريس بدور بيانكا.
- آدهير كاليان بدور جاك.
- آنا ليني بدور غوينث.
- جولييت جوجليا بدور بوبي.
- فيليب باكير بدور المدرب بيرنس.
- جون ميتشل بدور المدربة كيث.
- سميث تشو بدور بيث.
- مارغو هارشمان بدور سيليفيا.
- هاليلي ماري بدور آنجليا.
- جيسيكا سزوهر بدور كارا
- فرانشا رايسا بدور مارلي
- جانيل باريش بدور لانا
- أمبير ستيفنز بدور سارا
- هيذر موريس بدور فيونا

## الإنتاج

### تصوير الفيلم
تم تصوير أغلب المشاهد في إلينوي، وصورت أغلب لقطات المدرسة في مدرسة بادسينا الجنوبية الثانوية. ورغم ذلك فقد تم تصوير مشهد المدرسة الخارجي في مدرسة جون بوروز الثانوية في بربانك-كاليفورنيا.

## الإصدار
صدر الفيلم في 20 فبراير 2009 بميزانية تبلغ 20 مليون دولار.

### التقييم
تلقى الفيلم ردود فعل سلبية حيث أعطاه موقع الطاطم الفاسدة تقييم 23% على أساس استناداً لمراجعة 101 شخص.
وفي النهاية أعطي الفيلم تقييم 6.0

### شباك التذاكر (البوكس أوفيس)
الفيلم يعبر ناجحاً مالياً، حيث كانت ميزانيته 20 مليون دولار وحصد إيرادات وصلت إلى 18,599,102 دولار 

### الإصدار المنزلي
صدرت نسخة الديفيدي والبلوراي في 9 يونيو 2009.

## روابط خارجية
- فايرد أب على موقع IMDb (الإنجليزية)
- فايرد أب على موقع ميتاكريتيك (الإنجليزية)
- فايرد أب على موقع روتن توميتوز (الإنجليزية)
- فايرد أب على موقع نتفليكس (الإنجليزية)
- فايرد أب على موقع قاعدة بيانات الأفلام العربية
- فايرد أب على موقع ألو سيني (الفرنسية)
- فايرد أب على موقع Turner Classic Movies (الإنجليزية)
- فايرد أب على موقع أول موفي (الإنجليزية)
- فايرد أب على موقع بوكس أوفيس موجو (الإنجليزية)
- فايرد أب على موقع فيلمافينيتي (الإسبانية)